# Come Over When You're Sober, Pt. 2
Come Over When You're Sober, Pt. 2 (abbreviato COWYS2) è il secondo album in studio del rapper statunitense Lil Peep, pubblicato il 9 novembre 2018 dalla Columbia Records.
Prima uscita postuma del rapper, l'album arriva dopo la morte di Lil Peep per overdose di droga pochi mesi dopo l'uscita del suo album di debutto in studio Come Over When You're Sober, Pt. 1, nell'agosto 2017. Il disco è stato prodotto principalmente da Smokeasac e dal trio di produzione IIVI. Come Over When You're Sober, Pt. 2 è stato ritardato a causa della morte di Peep nel novembre 2017, quasi un anno prima della pubblicazione dell'album, tuttavia è stato messo in conflitto a seguito dell'acquisizione della musica di Peep da parte della Columbia Records nel 2018.
Furono estratti cinque singoli: Falling Down, Sunlight on Your Skin, Cry Alone, Runaway e Life Is Beautiful.
L'album ha esordito alla quarta posizione della Billboard 200, vendendo oltre 81.000 unità equivalenti all'album (tra cui 43.000 vendite di album puri) nella sua prima settimana di vendite. L'album ha ricevuto recensioni generalmente positive dalla critica musicale.

## Antefatti
Dopo la morte di Lil Peep, la sua etichetta e la sua famiglia hanno iniziato a eseguire dei backup dal suo laptop MacBook Pro, il quale conteneva le registrazioni delle sessioni di Come Over When You're Sober. Il progetto è stato salvato per la prima volta nel quartier generale della First Access Entertainment di Londra e in seguito risalvato dal suo laptop secondario dalla madre Liza Womack, che lo portò in un negozio Apple.
Il suo produttore Smokeasac ha rivelato che Peep aveva realizzato diverse canzoni inedite, create appositamente per un possibile sequel del suo album d'esordio intitolato Come Over When You're Sober, Pt. 1. In un tweet poco dopo la morte di Peep, Smokeasac ha detto che lui e Peep hanno fatto "bella musica" nel 2017 e che ha ancora musica inedita di lui.
Nel febbraio 2018, Smokeasac ha confermato sempre su Twitter che l'album è in arrivo, ma che verrà pubblicato quando "sarà il momento giusto". La data di rilascio è stata successivamente confermata e fissata per il 9 novembre 2018.

## Registrazione
Tutte le canzoni sono state registrate contemporaneamente alla musica di Come Over When You're Sober, Pt. 1. Ricordando le sessioni di registrazione improvvisate nell'appartamento di Lil Peep, Smokeasac ha affermato che Peep scriveva le canzoni sull'app note del suo telefono in meno di 10 minuti. Dato che le canzoni erano già state registrate, il compito principale dei produttori George Astasio e Smokeasac era quello di ripulire la produzione e arricchire l'album in un modo che Peep avrebbe voluto.
Nel giugno 2018, Smoke ha chiesto alla madre di Peep, Liza Womack, alcuni brani che dovevano essere completati. Durante quel periodo, Womack era a Los Angeles, e si era incontrata con la Columbia Records durante le prime fasi di elaborazione del piano di rilascio di Come Over When You're Sober, Pt. 2. Mentre l'album stava per essere completato, il team di Peep ha dovuto trovare il modo migliore per pubblicarlo. Quindi collaborarono con la Columbia, una decisione di cui Womack e Stennett discutevano ampiamente.

### Rifinitura
Il processo per la rifinitura dell'album è cominciato dopo che il laptop di Peep fu spedito a Womack, la quale eseguì il backup in un negozio Apple e consegnò il suo contenuto ai produttori Smokeasac e George Astasio. Peep registrò la maggior parte delle canzoni nel suo appartamento con il software GarageBand, tra il 2015 e il 2017. Dopo aver preso le registrazioni, Astasio si recò nella cittadina di Northleach, in Inghilterra (dove Peep girò il video musicale di Benz Truck (Gelik)), e si mise al lavoro sul nuovo album. D'altro canto, Smokeasac lavorò circa dieci ore al giorno per canzone. Nel corso di un anno, Astasio e Smokeasac, rispettivamente nei loro studi a Londra e Los Angeles, rimasero in costante comunicazione. La chitarra di Astasio e il talento di Smokeasac per le strumentali medoliche in stile trap unirono i due a livello musicale e portò maggiore ispirazione.

## Musica e testi
Come nel caso delle precedenti registrazioni, Come Over When You're Sober, Pt. 2 è formato da una miscela meditabonda di hip-hop, emo e pop punk. Le composizioni di Lil Peep continuano lungo la strada dei temi lirici onesti e vulnerabili mentre l'argomento dell'album ospita riflessioni crepacuore e sulla dipendenza da sostanze stupefacenti. I suoi testi oscuri sono insulari, immersi nell'autocommiserazione e nelle contemplazioni della morte e del suicidio.
Musicalmente, Come Over When You're Sober Pt. 2 è meno abrasivo e magniloquente rispetto ai suoi predecessori. Mentre le sue precedenti pubblicazioni lo avevano caratterizzato da un rapping su ritmi trap gotici e severi e riff di chitarre ingannevoli, l'album gravita maggiormente sulle tendenze cupe di Peep. Le sue composizioni musicali sono principalmente guidate da chitarre su suoni alternative rock e voci lamentose. Le canzoni esprimono riff di chitarra moderati, scritti in chiave minore e composti in melodie di quattro note. Questi servono per complimentare l'atmosfera malinconica del suo contenuto lirico. La produzione discografica disforica è intrisa di riverbero e filtri passa basso, che danno alle tracce un'atmosfera cinematografica. Lo stile vocale di Peep è caratterizzato dal suo inconfondibile mix di canto e rapping. Il rapper canta linee evocative intrecciate con melodie viscerali, ma con una voce schietta. La sua monotonia va dall'urgente al desiderio e al lamento, spesso cadendo coi crooner negli hook.
Liricamente, Come Over When You’re Sober, Pt. 2 si concentra sul tema della morte, principalmente quello che Lil Peep immagina riversarsi su se stesso. Peep rumina spesso il concetto della sua morte attraverso il canto, documentando ossessivamente i pensieri sul suo inevitabile passaggio. D'altro canto, il contenuto lirico emotivo dell'album si irradia con una rappresentazione chiara della sua profonda depressione. Il suo approccio lirico implica racconti cupi di una lotta straziante e senza speranza. In tutto l'album, ci sono momenti che dimostrano la relazione di Peep con l'espressione e l'autodistruzione. La composizione tocca a tratti l'intimità e la codipendenza nelle relazioni, nonché problemi con l'abuso di sostanze, con testi che sono spesso ironici, impassibili ed enfatici. Peep ha deciso di porre la banalità accanto alle osservazioni toccanti, emulando le dinamiche delle reali conversazioni.

## Pubblicazione e promozione
Per accompagnare l'album, le proprietà di Peep hanno annunciato, in un articolo sul New York Times, la produzione di un documentario. Il documentario, intitolato Everybody's Everything in riferimento ad un post pubblicato dal rapper prima della sua morte, sarà prodotto da Terrence Malick, noto per aver diretto alcuni lungometraggi tra i quali La rabbia giovane, I giorni del cielo e La sottile linea rossa. Il documentario, oltre a Come Over When You're Sober, Pt. 2., è dotato di una propria colonna sonora aggiuntiva formata da musica pubblicata già precedentemente e inedita.

## Tracce
1. Broken Smile (My All) – 4:40 (testo: Gustav Åhr, Dylan Mullen, Jason Pebworth, George Astasio, Jon Shave – musica: Smokeasac, IIVI)
2. Runaway – 3:12 (testo: Gustav Åhr, Dylan Mullen, Drew Fulk, Steve Choi – musica: Smokeasac)
3. Sex with My Ex – 3:33 (testo: Gustav Åhr, Dylan Mullen, Shane Mullen – musica: Smokeasac, 66swords)
4. Cry Alone – 2:47 (testo: Gustav Åhr, Dylan Mullen, Jason Pebworth, George Astasio, Jon Shave – musica: Smokeasac, IIVI)
5. Leanin' – 3:26 (testo: Gustav Åhr, Dylan Mullen, Jason Pebworth, George Astasio, Jon Shave, Benjamin Friars-Funkhouser – musica: Smokeasac, IIVI)
6. 16 Lines – 4:04 (testo: Gustav Åhr, Dylan Mullen, Jason Pebworth, George Astasio, Jon Shave, Steve Choi – musica: Smokeasac, IIVI)
7. Life Is Beautiful – 3:27 (testo: Gustav Åhr, Dylan Mullen, Jason Pebworth, George Astasio, Jon Shave – musica: Smokeasac, IIVI)
8. Hate Me – 3:00 (testo: Gustav Åhr, Dylan Mullen, Jason Pebworth, George Astasio, Jon Shave, Lars Stalfors – musica: Smokeasac, IIVI, Stalfors)
9. IDGAF – 3:34 (testo: Gustav Åhr, Dylan Mullen, Jason Pebworth, George Astasio, Jon Shave – musica: Smokeasac, IIVI)
10. White Girl – 3:21 (testo: Gustav Åhr, Dylan Mullen, Jason Pebworth, George Astasio, Jon Shave – musica: Smokeasac, IIVI)
11. Fingers – 3:02 (testo: Gustav Åhr, Dylan Mullen, Shane Mullen, Drew Fulk – musica: Smokeasac)

Tracce bonus comprese nell'edizione deluxe
1. Falling Down (feat. XXXTentacion) – 3:18 (testo: Gustav Åhr, Jahseh Onfroy, Valentin Leon, Blavatnik, Makonnen Sheran, Michael Williams II, Aaron Jackson – musica: John Cunningham, Scott Theft, Mike Will Made It, IIVI)
2. Sunlight on Your Skin (feat. ILoveMakonnen) – 3:20 (testo: Gustav Åhr, Valentin Blavatnik, Makonnen Sheran, Michael Williams II, Aaron Jackson – musica: John Cunningham, Scott Theft, Mike Will Made It, IIVI)

## Formazione
Musicisti
- Lil Peep – voce, testi
- XXXTentacion – voce, testi
- iLoveMakonnen – voce, testi
- Drew Fulk – testi, ingegnere registrazione
- Fish Narc – testi
- IIVI – testi, produzione, batteria, chitarra, tastiera, programmazione, ingegnere registrazione
- Mike Will Made It – testi, produzione
- Smokeasac – testi, produzione, basso, batteria, chitarra, tastiera, programmazione
- Steve Choi – testi
- Valentin Leon Blavatnik – testi
- Hank Solo – tastiera
- Chris Athens – ingegnere mastering
- Dave Kutch – ingegnere mastering
- Jaycen Joshua – ingegnere missaggio
- Robert Soukiasyan – ingegnere missaggio
- Edgard Herrera – ingegnere registrazione

Produzione
- 66swords – co-produzione
- Blue Cheeze – produzione
- Dylan Cooper – produzione, batteria, chitarra, tastiera, programmazione, ingegnere registrazione
- John Cunningham – produzione, batteria, chitarra, tastiera, ingegnere missaggio, programmazione, ingegnere registrazione
- Jacob Richards – assistente ingegneria
- Mike Seaberg – assistente ingegneria
- Rashawn McLean – assistente ingegneria

## Successo commerciale
Come Over When You're Sober, Pt. 2 ha esordito alla quarta posizione della Billboard 200 con 81.000 unità equivalenti all'album (tra cui 43.000 vendite di album puri), rendendolo il primo ed unico album di Lil Peep a raggiungere la top 10 degli Stati Uniti.